# 氰化钯
氰化钯是一种无机化合物，化学式为Pd(CN)2。它是灰色固体，是一种配位聚合物，为第一个分离出纯相的钯化合物。它难溶于水，溶度积为log Ksp = −42。它可用于催化烯丙基异氰化反应。